# Gerhard Luther (Leichtathlet)
Gerhard „Gerd“ Luther (* 14. April 1920 in Berlin; † 15. Juli 1978 in München) war ein deutscher Leichtathlet, der sich auf den Weitsprung spezialisiert hatte, aber auch im Fünfkampf und im Zehnkampf erfolgreich war.

## Sportliche Karriere
Gerhard Luther startete von 1937 bis 1941 für den SV Atos Berlin, 1942 trat er für den Luftwaffen-SV Stettin an, 1943 für Arnoldi 01 Gotha. Nach dem Zweiten Weltkrieg war er 1946 und 1947 beim SV St. Georg Hamburg und ab 1948 beim TSV 1860 München, mit dem Luther bis 1954 siebenmal Mannschaftsmeister wurde.
Bei den Deutschen Meisterschaften war er von 1940 bis 1950 fünfmal Deutscher Meister im Weitsprung und dreimal Zweiter. Seine beste Weite von 7,53 Meter sprang er als Zweitplatzierter bei den Deutschen Meisterschaften 1949 in Bremen.
Im Fünfkampf gewann Luther in den Jahren 1946, 1948 und 1949 drei Meistertitel, 1940 und 1950 war er Zweiter. 1948 und 1949 war Luther auch deutscher Zehnkampfmeister, 1950 belegte er den zweiten Platz.
Von 1940 bis 1953 nahm Luther an fünf offiziellen Länderkämpfen teil.
Luther war zunächst als kaufmännischer Angestellter und später als Revisor tätig. Er starb im Alter von 58 Jahren an Leukämie.